# Experimentální rock

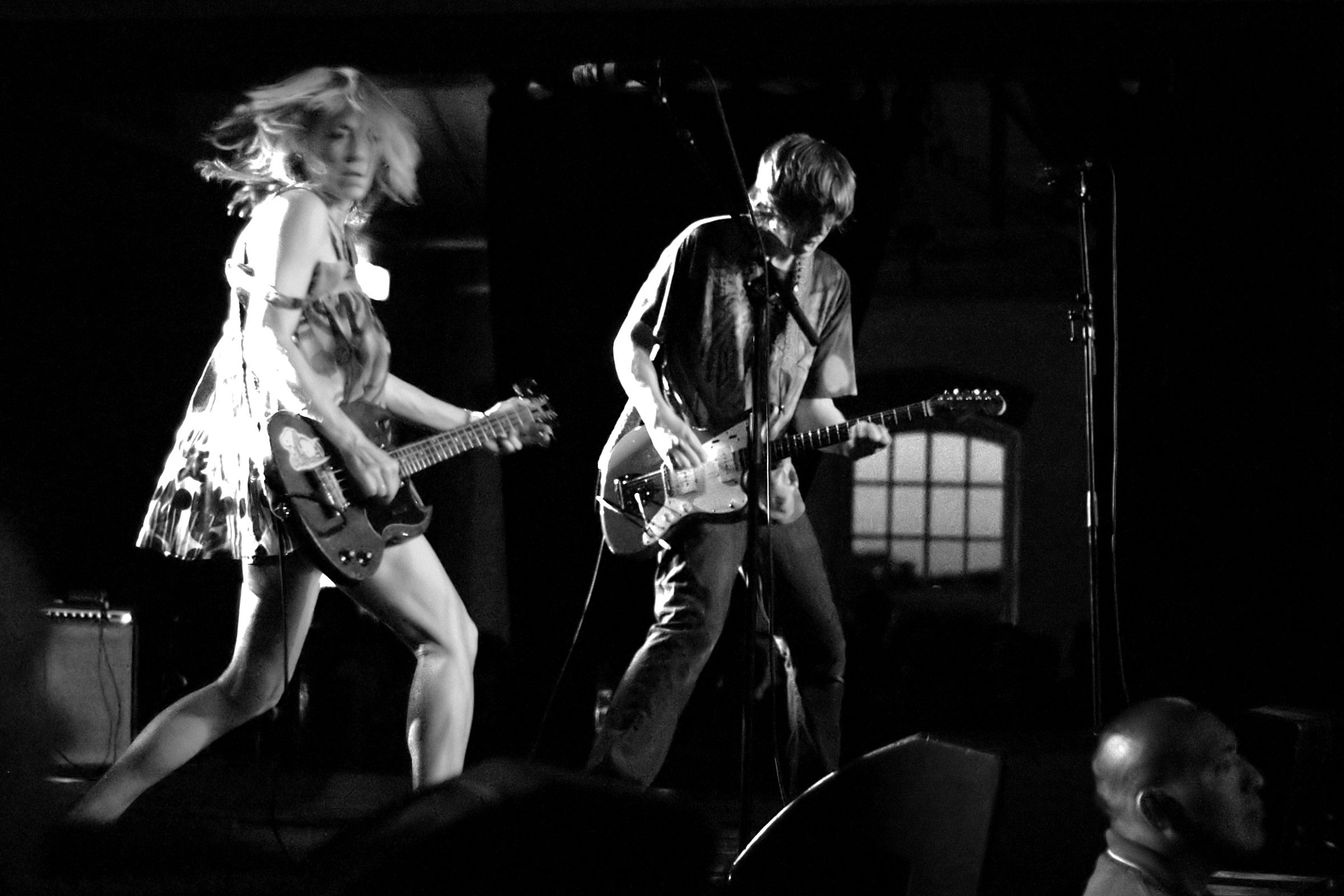
Sonic Youth

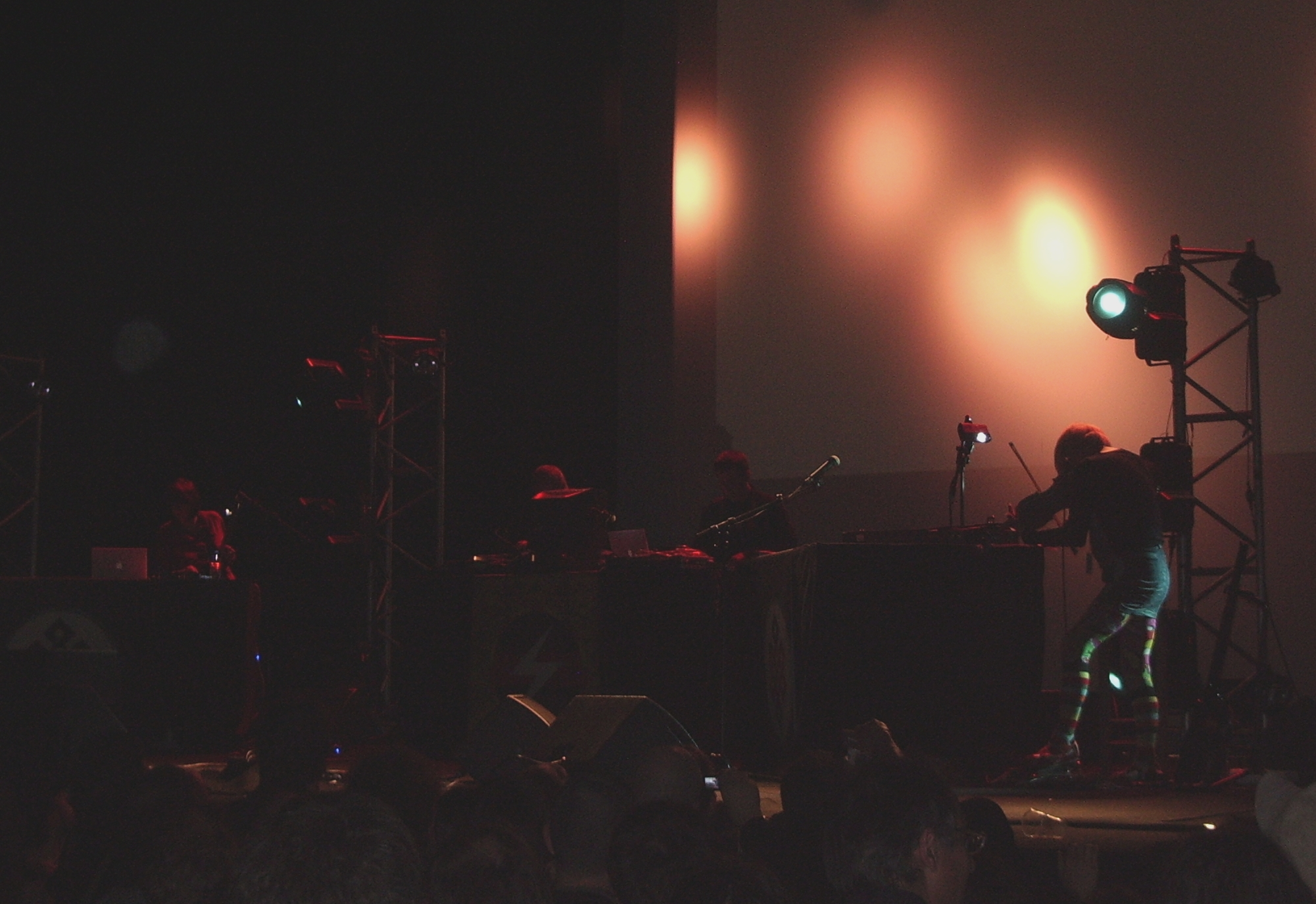
Throbbing Gristle

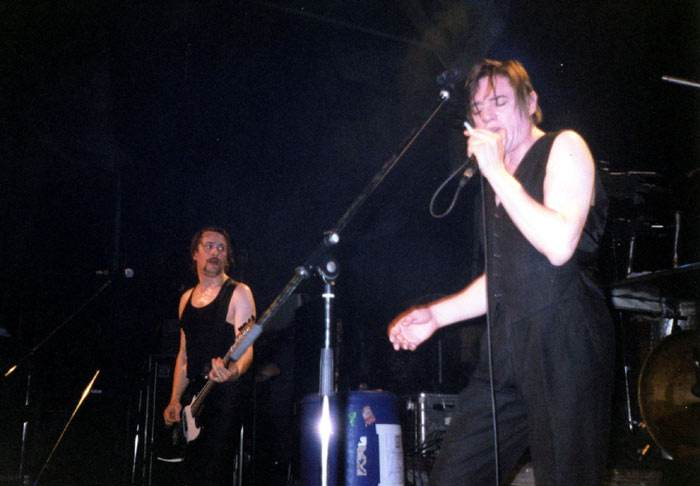
Einstürzende Neubauten

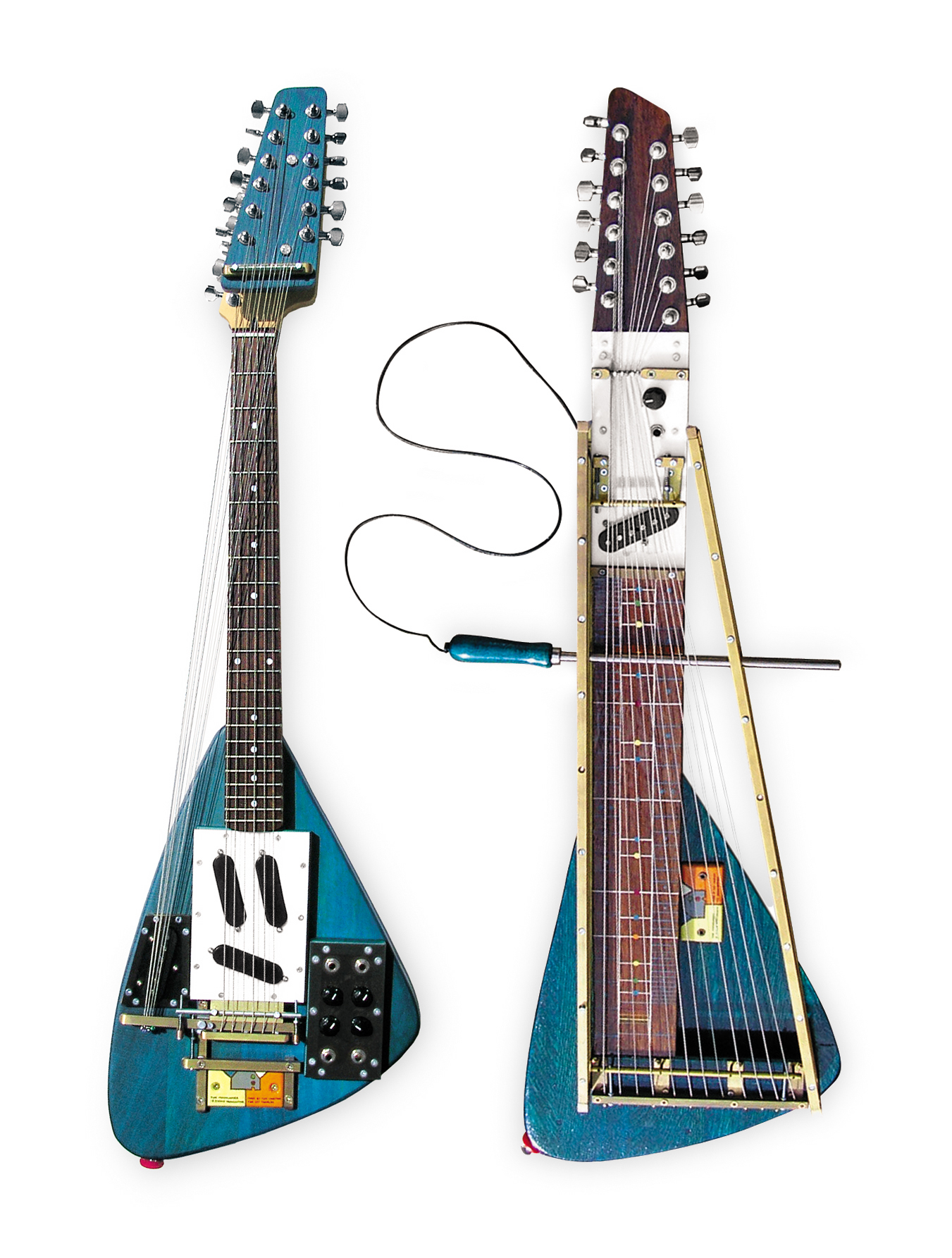
Moonlander & Moodswinger, Yuri Landman

Experimentální rock (z anglického Experimental rock) je hudební směr, který vychází z klasického rock and rollu a „experimentuje“ se základními prvky, kterými se rocková hudba vyznačuje. Vznik experimentálního rocku se datuje do 60. let 20. století, avšak jeho počátky lze sledovat až do dob vzniku samotného rock and rollu.
Prvky experimentální rocku lze sledovat již u Beatles, zejména na některých jejich skladbách z pozdějšího období. Jedním z novodobých „klasických“ představitelů tohoto směru pak může být např. americká kapela Sonic Youth, v Česku pak Plastic People of the Universe.

## Interpreti
- John Cale[1]
- The Velvet Underground[2]
- Frank Zappa[3]
- Captain Beefheart[4]
- The Ex
- Brian Eno
- Glenn Branca
- Sonic Youth
- Mogwai
- Pink Floyd
- The Plastic People of the Universe
- John Zorn
- Swans
- OZW